# Dolium
Ne doit pas être confondu avec le Dolium géant, un mollusque gastéropode.
Un dolium (pluriel latin : dolia) est une jarre de l'Antiquité, d'une contenance allant jusqu'à plus de 3 000 L, et qui servait de citerne à eau et au transport de vin, d'huile ou de céréales pour le commerce en gros.
Une fois en place, les dolia ne pouvaient être déplacés ; il fallait puiser dedans pour les vider.
Il existe aussi des doliola, de moins grande contenance.

## Période d'utilisation
Pour ce qui est du transport de vin, les dolia ont été utilisées de l'époque augustéenne (27 av. J.-C. - 14 apr. J.-C.) jusqu'au milieu du IIe siècle ; cette période est attestée par l'activité des entrepôts à dolia.
L'utilisation en stockage est attestée dès le Ier siècle av. J.-C., par exemple au site du hameau de Palazzi sur  Venzolasca (Haute-Corse)

Ils sont utilisés au moins jusqu'à la fin du IIe siècle comme réserve d'eau dans les ateliers de poterie comme à Lezoux.

## Contenance, morphologie
Les dolia peuvent contenir plus de 3 000 l : par exemple 3 100 L environ pour les dolia de l’épave de Diano Marina. Les doliola de ce même navire ont une contenance d'environ 1 200 L.
Leur forme varie légèrement d'un modèle à l'autre. Elle peut être presque parfaitement sphérique, ou bien être plus étirée, ou encore cumuler une partie sphérique et une partie ovoïde.
Leur taille varie selon leur contenance. Celles du navire Giraglia (voir plus bas la section « Transports ») font 170 à 180 cm de diamètre ; celles du navire Grand Ribaud D font 150 à 180 cm de diamètre. Par convention, Marlier & Sciallano (2008) appellent dolia les jarres de diamètre supérieur à 150 cm ; plus petites, ce sont des doliola.
L'épaisseur de la pâte est de 5 à 6 cm pour les dolia du Giraglia. Elles sont munies d'un petit fond plat, de 19 cm de diamètre pour celles du même bateau ; et d'un couvercle.

## Mode de fabrication
D'après Walters (1905), les dolia sont façonnés sur une armature, selon le même procédé de fabrication que le pithos grec, autre jarre de grande contenance. L'armature est faite de planches verticales arrangées en cercle, comme celles d'un tonneau.
La rétractation d'une telle masse d'argile au séchage et à la cuisson crée des fissures et impose des réparations avant même la première utilisation de l'objet. Ces réparations sont faites avec du plomb fondu coulé dans les fentes, ce qui forme des cordons de plomb dans la pâte ; ces cordons sont renforcés en creusant l'argile perpendiculairement à la fissure, creusements qui sont faits soit simplement droits, soit en forme de queue d'aronde. Du plomb fondu est alors coulé également dans ces creusements.
La fabrication des dolia a créé l'industrie doliaire. Les ouvriers, essentiellement des esclaves, travaillant dans cette industrie sont appelés doliarii. Les anciens romains désignaient sous les termes opus doliare de figlinis, oupus doliare figlinum, tout ce qui était fabriqué avec la terre séchée au soleil ou cuite au feu. Des marques ou inscriptions étaient faites sur les dolia qui ont été le sujet d'une branche de l'épigraphie romaine, l'épigraphie doliaire. Par extension, l'épigraphie doliaire concerne aussi les inscriptions sur les vases, les amphores, mais aussi les tuiles, les briques ainsi que tous les menus ouvrages en céramique revêtus de petits textes.

## Sites de découvertes
Des dolia ont été découvertes dans de très nombreux sites archéologiques. En 2019 l'INRAP liste 87 articles ou rapports de recherches sur des lieux ayant livré des dolia. On peut citer parmi d'autres les sites de Roquepertuse (cellier contenant 9 dolia), l'oppidum d'Ensérune, la villa Maritima de Tauroentum (commune de Saint-Cyr-sur-Mer, dans le Var), le site de Puymin à Vaison-la-Romaine, à Marseille sur la rive nord du Vieux-Port, etc.
Des ateliers de poterie gallo-romains à Lezoux sont équipés de dolia pour stocker l'eau nécessaire à leur travail (entre autres l'atelier du terrain Audouart).
Une rue de Donzère (Drôme), autrefois située dans un secteur viticole, est encore appelée « avenue des Dolia ». La villa du Molard, au 12 de cette avenue, a livré deux dolia dont l'un porte sur son bord l’indication de sa contenance : XCIII (93 urnae et 2/12e), soit 1 225,37 l ; ainsi que 3 lettres : FRA, une inscription restant à interpréter.
Usage sacrificiel ?
Plusieurs de ces récipients ont été retrouvés dans une tombe de la nécropole de Banditaccia et ont donné à la tombe son nom actuel : Tomba dei Dolii.[réf. nécessaire]

### Transports
En 2008 une dizaine d'épaves de navires marchands transportant des dolia sont connues le long des côtes méditerranéennes. Ces épaves sont nommées d'après les noms des lieux les plus proches. On peut citer parmi d'autres le navire romain « Giraglia » trouvé en 1991 au large de l'île de la Giraglia, le Grand Ribaud (au moins quatre épaves), 
le Ladispoli, le Diano Marina, la Garoupe, l'Île Rousse, le Petit Congloué, etc.
Jusqu'à présent on n'a pas déterminé une architecture navale spécifique pour les navires à dolia, mais les épaves examinées montrent différents moyens techniques employés pour renforcer la solidité de ces navires. Par exemple sur le Giraglia le chêne, bois dense (donc lourd et généralement peu rencontré en construction navale) mais résistant, est utilisé pour une partie du fond de carène. Sur le Ladispoli, la membrure au bordé est assemblée en enfonçant les gournables en biais et en opposition ; le même navire associe une quille plate, un fond plat et une succession de varangues, une association très atypique qui pourrait être liée au transport de dolia.
Le tirant d'eau n’a pas pu être calculé car il se mesure à partir des formes de la carène (et à partir de son port en lourd) ; et aucun plan des formes de navire à dolia n'a été retrouvé. Les navires accostant à Marseille ont un tirant d'eau inférieur à 1,50 m : c'est la profondeur au droit du quai. Noter que pour remonter le Rhône il faut franchir la barre du Rhône, qui se forme à la bouche principale du delta. La profondeur au niveau de cette barre varie en fonction du régime du Rhône. Elle a diminué à la fin du IIe siècle av. J.-C., ce qui a amené la création du canal de Marius ou fosses mariennes en 102 av. J.-C. ; ce canal est tombé en désuétude avec la remontée de l'eau au Ier siècle apr. J.-C. Aucun chiffre indiquant une profondeur n'est donné pour l'Antiquité, mais entre 1660 et 1789 elle est de 2,60 m et peut s'abaisser à 1,30 m. Fin XVIIIe siècle, les plus gros bateaux à pouvoir la passer et remonter jusqu'à Arles sont les tartanes de 24 à 60 tonneaux et les allèges (au fond plat) de 50 à 130 tonneaux. Marlier (2008) donne un tirant d'eau de 1,50 m maximum aux navires à dolia de petit tonnage devaient donc pouvoir franchir la barre du Rhône.
Marlier (2008) soulève la question de la construction de ces bateaux à Minturnes, où les navires sont armés et où des dolia sont fabriqués, avec la possibilité d'un chantier naval de l'époque romaine en ce lieu.

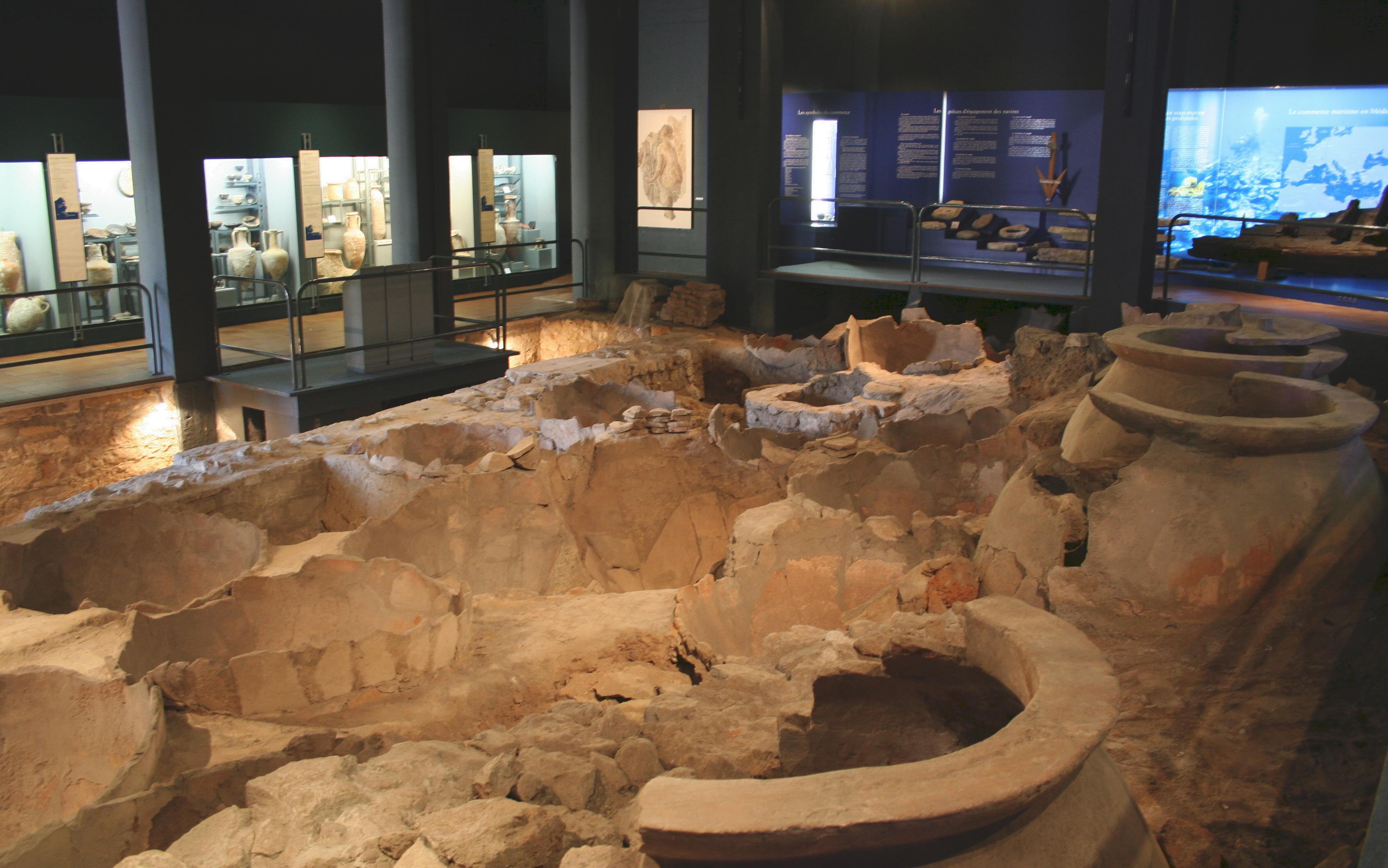
Dolia au musée des docks romains (place Vivaux, Marseille).
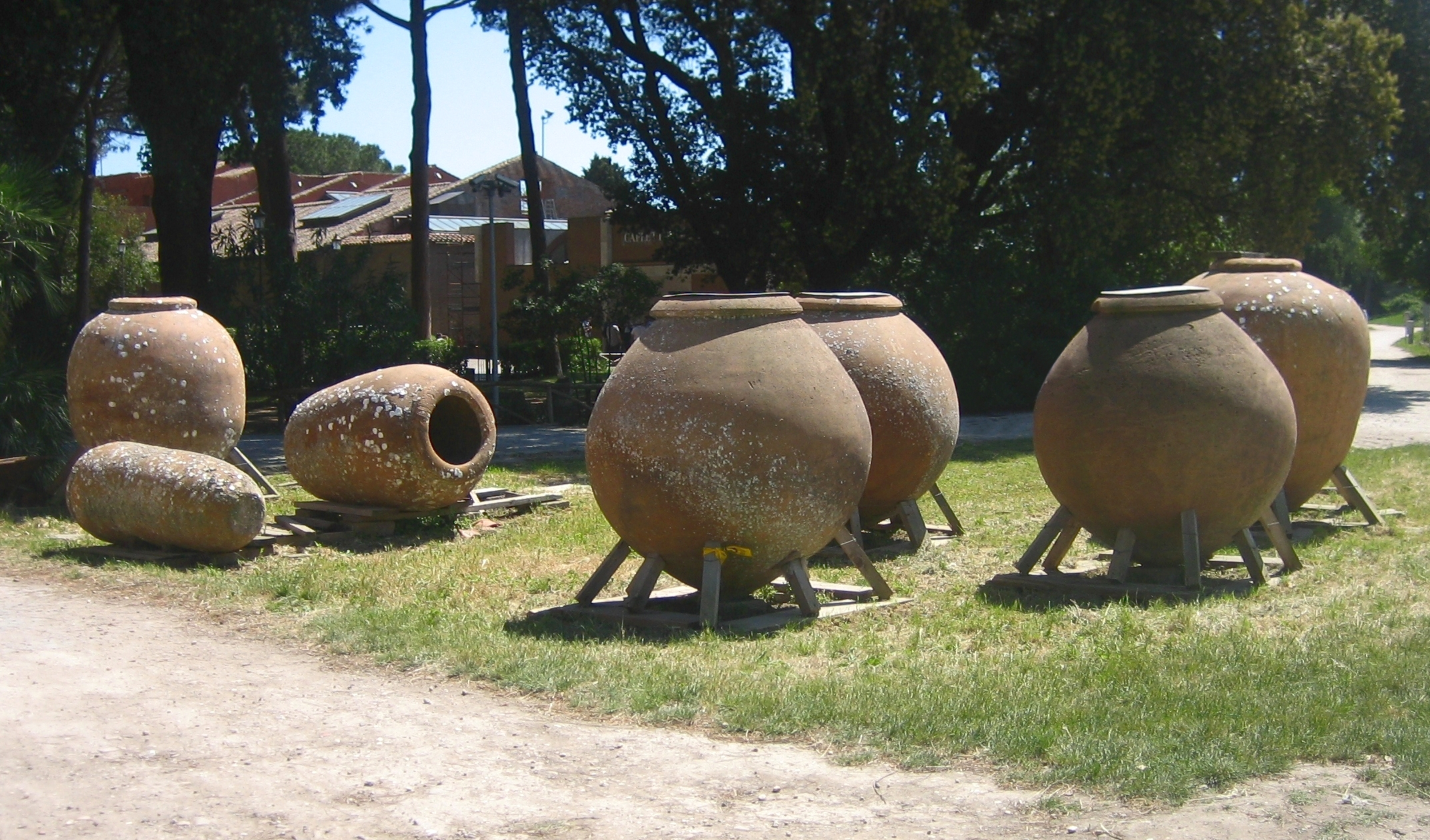
Dolia à Ostie.
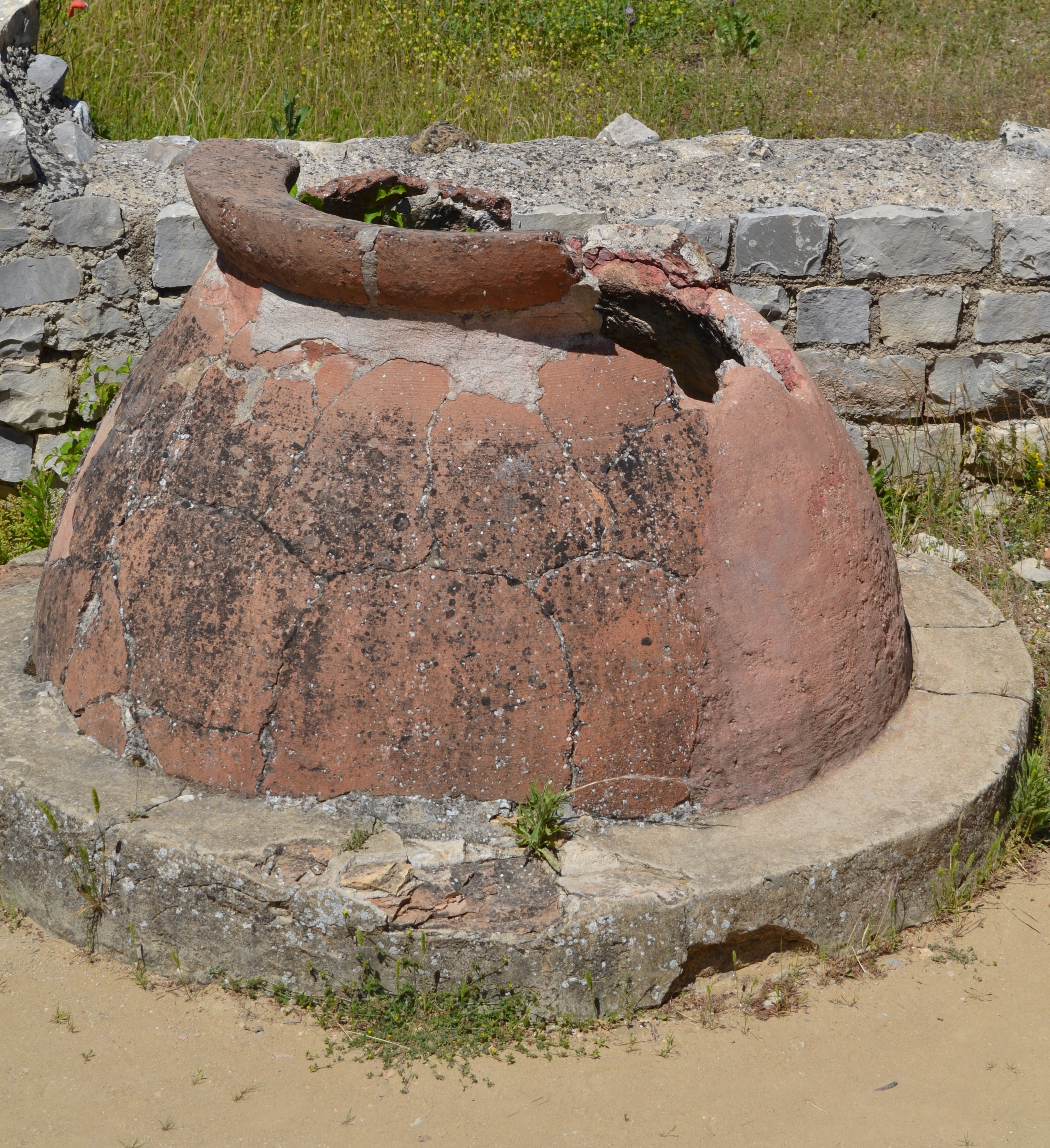
Dolium du site de Vaison-la-Romaine (Vaucluse) dit « Maison à la Tonnelle ».